# 仁田忠常
仁田 忠常（にった ただつね、仁安2年4月10日〈1167年5月7日〉- 建仁3年9月6日〈1203年10月12日〉）は、平安時代末期から鎌倉時代初期にかけての武将。通称は四郎。苗字は新田あるいは日田とも言われ、『平家物語』では「にたんのただつね」と表記されている。

## 生涯
伊豆国田方郡仁田郷（現在の静岡県函南町）の住人。静岡県域を中心に根を下ろした工藤氏の一流で、岡部氏の近類という。彰考館本『曽我物語』は曾我祐成・時致兄弟の従兄弟にあたるとするが不明。
治承4年（1180年）の源頼朝挙兵に一族とともに加わり、山木館攻撃や石橋山の戦いに従軍。石橋山では兄の忠俊が戦死し自身も敗走したが、後に再度兵を挙げて大庭景親を降伏させる功があった。源義仲や平氏追討にあたっては源範頼の軍に従い、畿内から九州までを転戦して武功を挙げた。この間の元暦元年（1184年）に父・忠行が病没している。頼朝からの信任は厚く、文治3年（1187年）正月、忠常が危篤状態に陥った時、頼朝が自ら見舞っている。文治5年（1189年）、奥州合戦に従軍。建久4年（1193年）の曾我兄弟の仇討ちの際に、兄の曾我祐成を討ち取っている。
頼朝死後は跡を継いだ二代将軍・源頼家に仕えた。引き続き頼家に信頼され、建仁2年（1202年）には忠常の屋敷で小笠懸が催されている。『保暦間記』は頼家の嫡男・一幡の乳母父となったとする。建仁3年（1203年）、頼家に命じられて富士山麓の人穴を探索した。同年7月、頼家が病に倒れ、8月には重態となる。9月2日、忠常は北条時政の命に従い、時政邸に呼び出された頼家の外戚・比企能員を天野遠景と共に謀殺した（比企能員の変）。
『吾妻鏡』によれば5日、危篤状態から回復した頼家から和田義盛とともに時政討伐の命令を受けた。翌晩、能員追討の賞を受けるべく時政邸へ向かうが、帰宅の遅れを怪しんだ弟の五郎（忠正）・六郎（忠時）は時政討伐の命を頼家から受けていたことが露見したと考え、北条義時のいた北条政子邸を襲撃。五郎は波多野忠綱に討たれ、六郎は自害した。ちょうどその頃、時政邸を出た忠常は帰宅途中に騒ぎを知り、もはやこれまでと御所へ行こうとしたところを加藤景廉に討たれたという。
一方『愚管抄』には、病に倒れた頼家が8月30日に自ら出家し一幡に家督を譲ると宣言したことを忠常は知らなかったために能員を討ったが、後にそれを知ったため5日に侍所に2人で出仕していた義時と闘って討たれたとある。
享年37。ここに鎌倉御家人としての仁田氏は終焉を迎えた。函南町仁田には忠常の墓と館跡がある。

## 逸話
- 曾我兄弟の仇討ちが行われたことで知られる富士の巻狩りにて、手負いの暴れる大猪を仕留めたとされている。『曽我物語』によって知られる豪勇の逸話だがその猪は実は山神であり、後の忠常の不幸は山神殺しの祟りであるとする。これは曾我祐成を討った忠常が祐成の怨霊によって不慮の死を迎えたことから着想されたものだろう。また『吾妻鏡』にも記される富士の人穴の探検にもこの伝承が応用され、御伽草子「富士の人穴」は忠常が富士の禁を破ったがために忠常は命を縮めたと説明する[12]。
- 妻の菊子は貞女としてよく知られている。文治3年（1187年）忠常が危篤に陥った際、三嶋大社へ「自らの命を縮める代わりに夫の命を助けてほしい」と願文を捧げて参詣したが、嵐のために渡し舟が転覆して命を落としたのだという[5]。

## 画像集

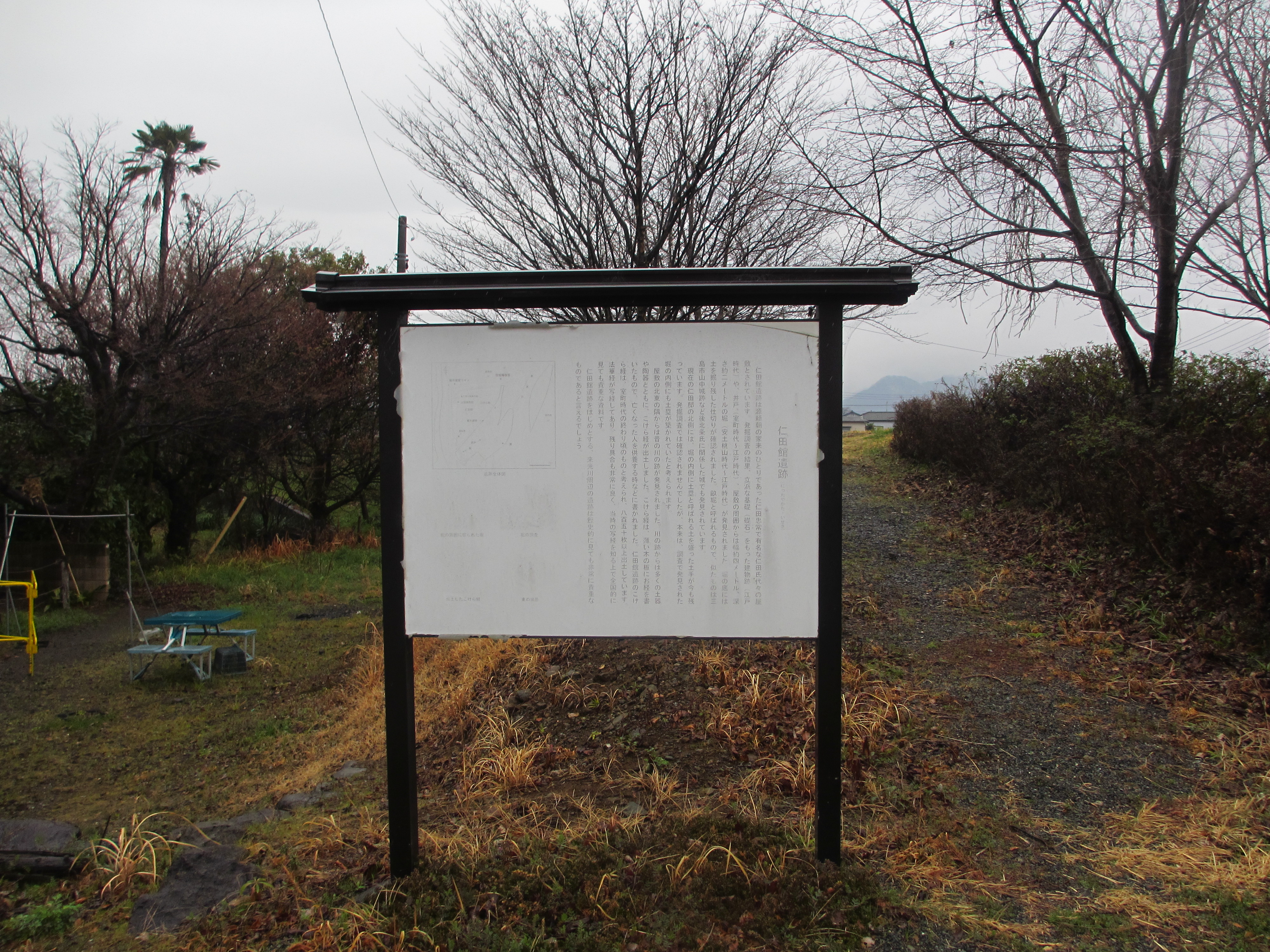
仁田館遺跡説明板（伊豆仁田駅から田方農業高校越え狩野川渡る）
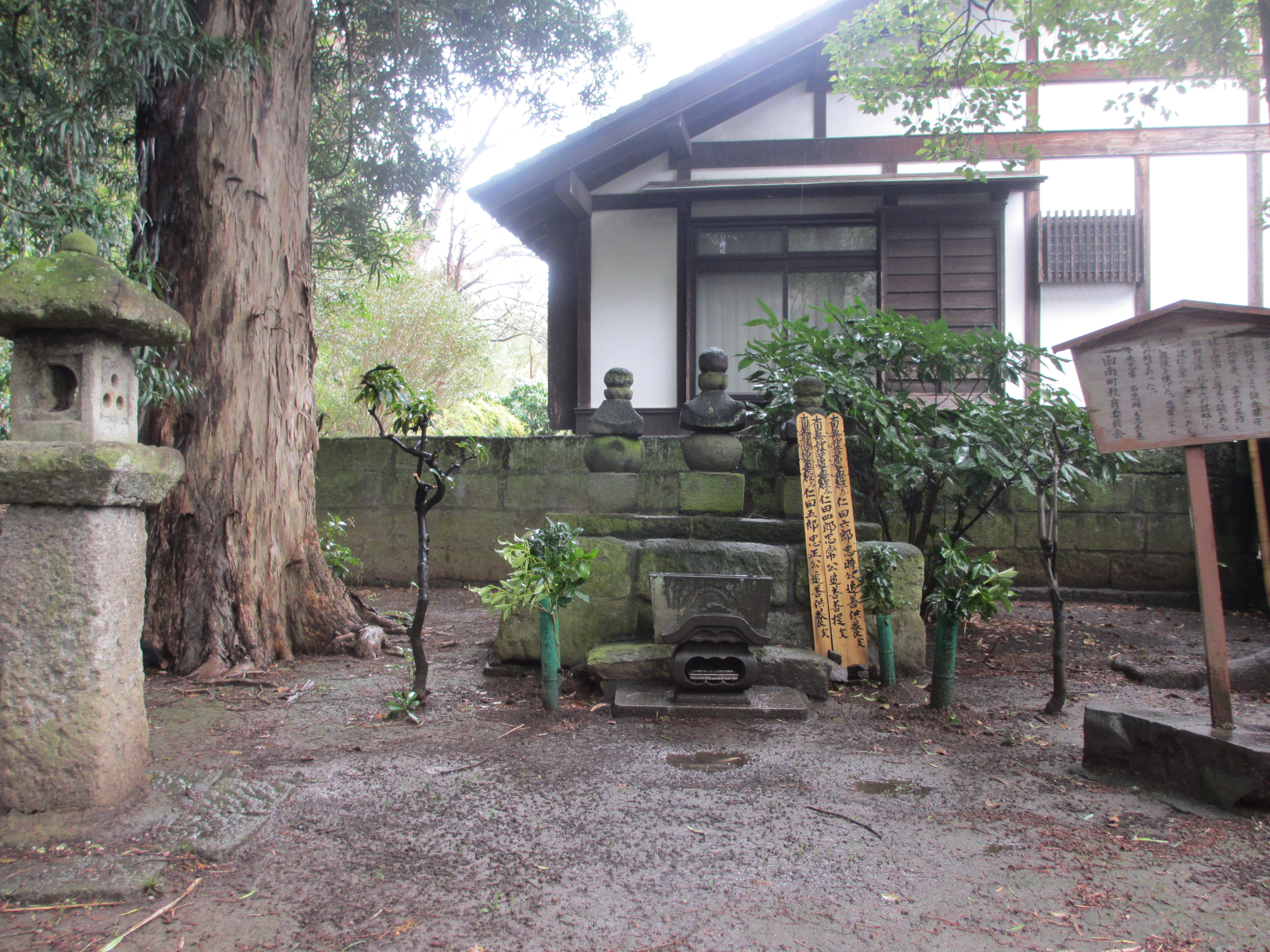
仁田忠常・忠時・忠正公の墓（田方郡函南町仁田167‐1右六郎忠時・左五郎忠正公）
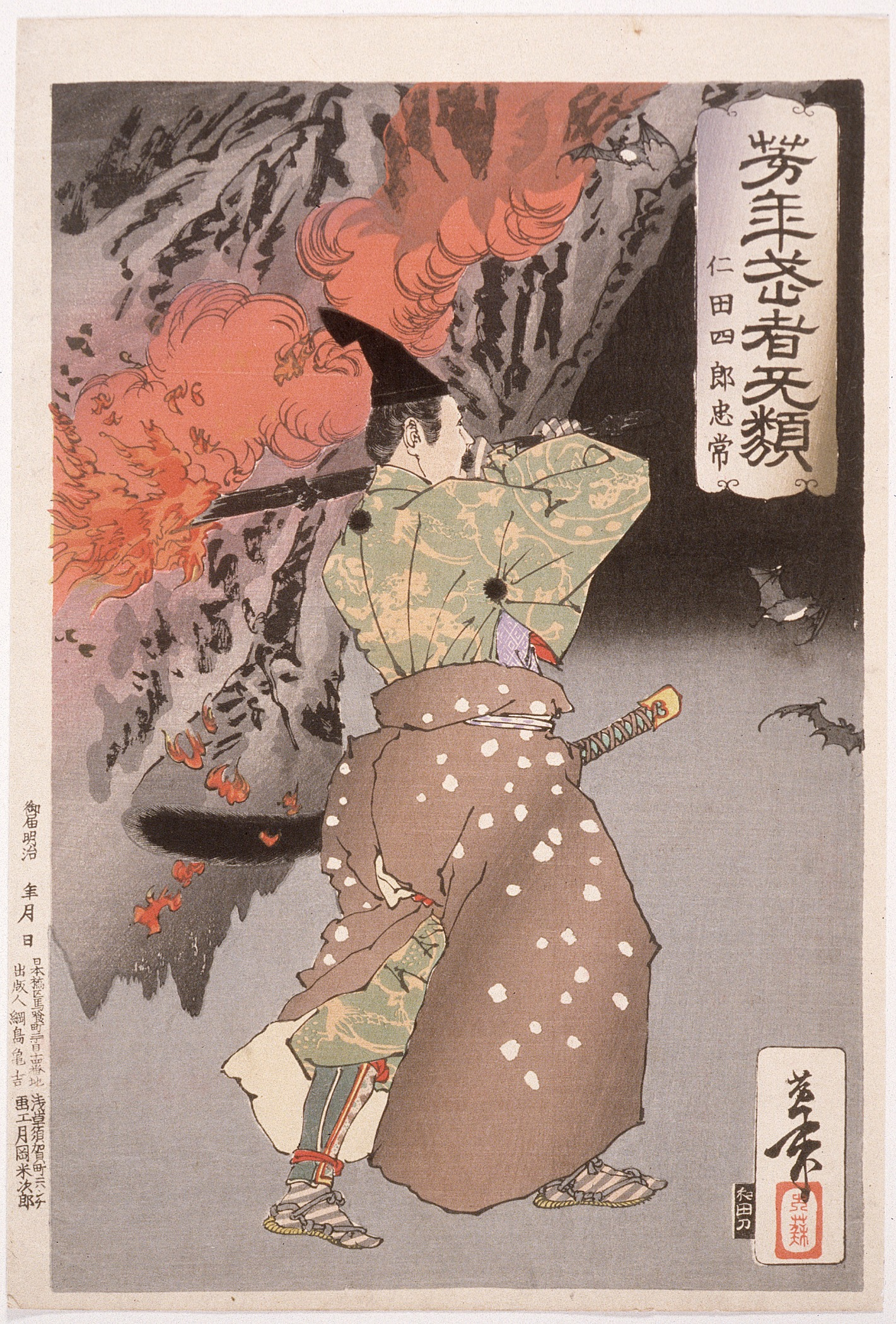
仁田四郎忠常 月岡芳年画「芳年武者无類」

## 関連作品
映画
- 修禅寺物語（1955年） - 演：五代目 市川市十郎

テレビドラマ
- 草燃える（1979年、NHK大河ドラマ） - 演：中田譲治
- 炎立つ（1993年、NHK大河ドラマ） - 演：舘大介
- 義経（2005年、NHK大河ドラマ） - 演：上杉陽一
- 鎌倉殿の13人（2022年、NHK大河ドラマ） - 演：高岸宏行